# Никанор (Абрамович)
Митрополит Никано́р (в миру Никано́р Ника́ндрович Бурча́к-Абрамо́вич; 27 июля [8 августа] 1883, Волынская губерния, Российская империя — 21 марта 1969, Карлсруэ, Германия) — предстоятель неканонической УАПЦ в диаспоре (1953—1969).

## Биография
Родился 27 июля (8 августа) 1883 года в селе Мызово Ковельского уезда Волынской губернии в семье бедного дьячка-учителя Никандра Фёдоровича Бурчака-Абрамовича и Елены Николаевны из древней духовной семьи Пинькевичей.
Учился сначала в начальной духовной школе в Мызово, затем в духовном училище в Мацееве и Волынской духовной семинарии в Житомире. Во время учёбы в семинарии состоял в «Громаде», был её председателем. После окончания семинарии в 1909 году поступил в Киевский институт высших экономических и коммерческих наук, где учился только один год. Поступил с 4 сентября 1910 года на службу псаломщиком в селе Малый Пузырок Измаильского уезда; с 1 октября был учителем Биличской церковно-приходской школы; 15 августа 1911 года назначен учителем Шклинского народного училища Луцкого уезда; 23 октября 1911 года во Владимире-Волынском епископом Фаддеем (Успенским) был рукоположён в сан священника и определён вторым священником в село Беличи, к своему тестю; 24 февраля 1912 года переведён по собственному желанию в село Тышковичи, откуда был эвакуирован во время Первой мировой войны в июне 1916 году в Житомир, где занялся опекой над беженцами.
В 1917 году поступил в Киевскую духовную академию и, одновременно, на историко-филологический факультет Киевского университета. После официального закрытия академии в 1919 году вернулся в Житомир, где стал Волынским губернским инспектором народного образования Директории Украинской Народной Республики. Был деятельным членом Братства Святого Спаса, которое ставило одной из своих задач возрождение «украинских традиций» в Православной церкви.
Чтобы избежать расстрела большевиками, в июле 1919 года оставил Житомир, став настоятелем прихода в селе Сельцо. В вновь организованном тогда Владимирском духовном правлении стал секретарём. По благословению правящего тогда Волынской епархией епископа Дионисия 3-8 октября 1921 года в Почаевской лавре состоялся Волынский епархиальный съезд, председателем которого был избран Никанор Абрамович. По окончании съезда протоиерею Никанору Абрамовичу было поручено совершить литургию на украинском языке в Свято-Троицком соборе Почаевской лавры, чтобы иметь представление о реакции на украинизацию богослужения. Был организован украинский хор, и протоиерей Никанор Абрамович со своим диаконом начал богослужение. Монахи Почаевской лавры, как вспоминал Никанор Абрамович, «подняли лемет» против этого и воплем «Церковь обезглавили» пытались сорвать богослужение. Это была первая литургия на украинском языке на польской части Волыни. Меморандум Владимирского духовного правления о необходимости украинизации церкви вызвал закрытие духовного правления и наказание его руководителей. Никанор Абрамович, ставший в 1924 году протоиереем, продолжал активно работать в направлении украинизации церкви. До февраля 1927 года над ним проводилось духовное следствие и, хотя он был оправдан, но сослан в Дерманский монастырь, как не починившийся запрету служить на украинском языке. В течение трёх лет он находился в монастыре, после чего был назначен настоятелем православного прихода в селе Киверцы возле Луцка. Принимал живое участие в работах Луцкой подкомиссии по переводу Священного Писания и богослужебных книг на украинский язык и был членом Общества им. Митрополита Петра Могилы; был назначен благочинным второго деканата (благочиния) Ковельского уезда. Перед Второй мировой войной он провёл полную украинизацию церковной жизни в своём деканате, что стало возможно благодаря поддержке украинизации православной церкви Польшей.
В 1939 году после присоединения Волыни к СССР, в числе духовенства Польской православной церкви он вошёл в юрисдикцию Московского Патриархата.
В начале 1942 года, после оккупации Украины, протоиерей Никанор Абрамович присоединился к Украинской Автокефальной Православной Церкви (УАПЦ), а поскольку встал вопрос о рукоположении новых епископов, одним из первых кандидатов на епископа стал протоиерей Никанор Абрамович. 7 февраля 1942 года он был избран епископом на Пинском соборе, и вечером этого же дня пострижён в монахи, а 8 февраля — возведён в сан архимандрита.
9 февраля 1942 года с согласия Митрополита Варшавского Дионисия в Пинске состоялась хиротония Абрамовича во епископа Чигиринского, викария-администратора Украинской автокефальной православной церкви (УАПЦ); хиротонию совершили Архиепископ Пинский Александр (Иноземцев) и епископ Луцкий и Ковельский Поликарп (Сикорский) и епископ Брестский Георгий (Коренистов); 13 марта 1942 года прибыл в Киев и 16 марта в Свято-Андреевском соборе был избран на Киевскую епископскую кафедру; 17 мая 1942 года был возведён в сан архиепископа Киевского и Чигиринского. За время пребывания епископа Никанора в Киеве он хиротонисал для Украинской автокефальной православной церкви 8 епископов, 187 священников; им было организовано 580 украинских православных приходов. Деятельность Никанора (Абрамовича) проходила в Киеве в тяжелых условиях военного времени.
25 сентября 1943 года в связи с наступлением Красной армии был вынужден покинуть Киев. После короткого пребывания на Волыни выехал по приглашению митрополита Дионисия в Варшаву, где находился под его опекой и принимал активное участие в Соборе епископов УАПЦ, состоявшегося там в марте-апреле 1944 года. Позже через Словакию прибыл в 1944 году в Германию. После окончания войны, с 1945 года жил до своей смерти в Карлсруэ.
15 мая 1947 года постановлением Собора Епископов УАПЦ в Мюнхене был избран Заместителем митрополита и председателя Собора епископов УАПЦ, а Собор епископов УАПЦ в Париже 15 сентября 1952 года присвоил ему титул Митрополита УАПЦ в Германии.
В 1948 году возглавил Богословско-научный институт УАПЦ, закрывшийся в 1950 году.
22 октября 1953 года после кончины Митрополита Поликарпа (Сикорского) постановлением Чрезвычайного собора УАПЦ в Париже ему был присвоен титул Митрополита УАПЦ в диаспоре. Важнейшим событием во время пребывания Митрополита Никанора начальником УАПЦ в диаспоре был Собор УАПЦ, который состоялся 16-18 декабря 1956 года в Карлсруэ под председательством Митрополита Никанора и принял ряд важных постановлений, в частности утвердил новый устав УАПЦ в Диаспоре.

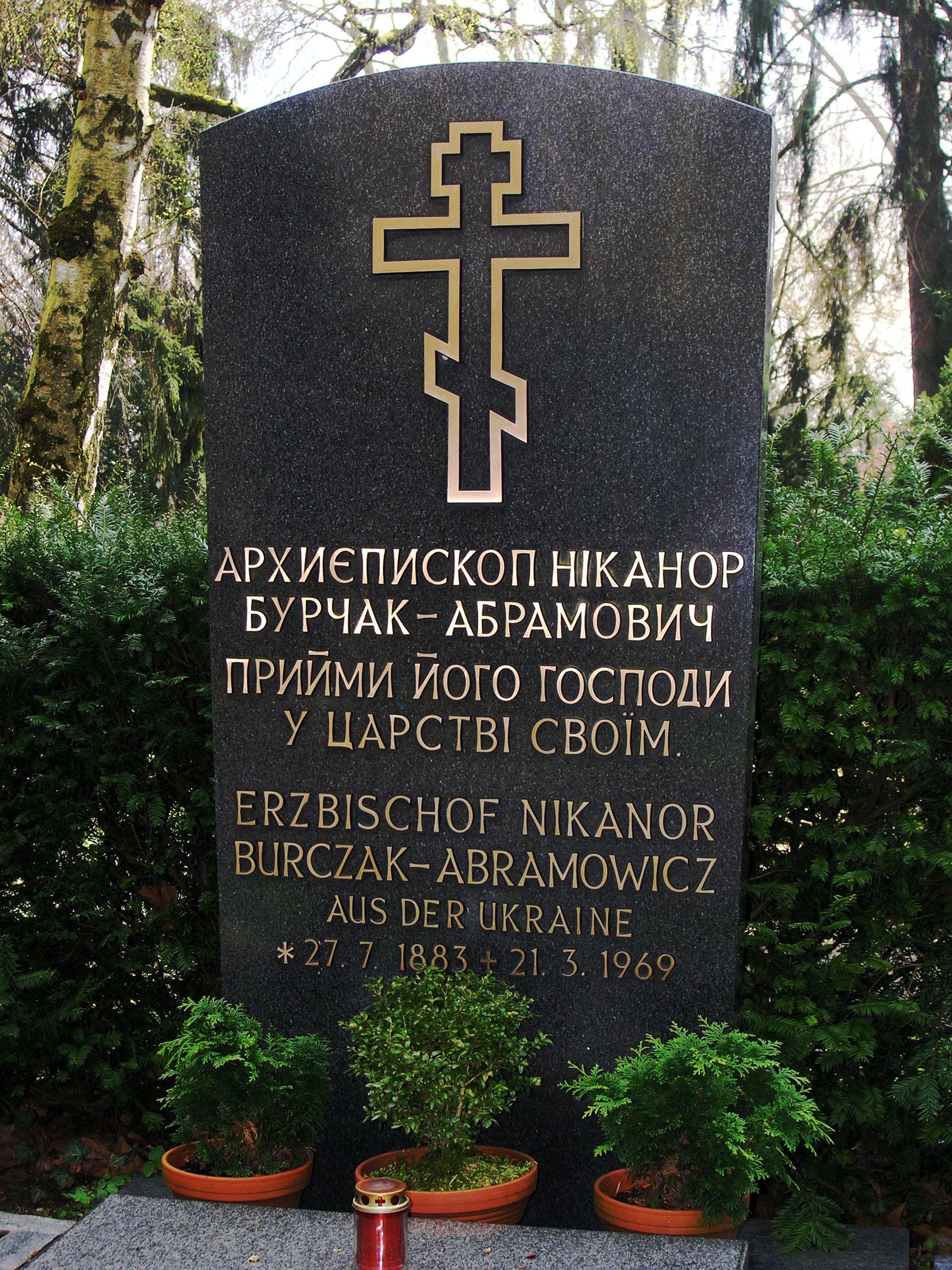
Могила митрополита Никанора.

С появлением журнала «Родная Церковь» с сентября 1952 году возглавлял как митрополит УАПЦ его редакционную коллегию. Под редакцией митрополита Никанора в 1949 году вышел «Служебник», а в 1950 году — «Часослов». Кроме этого, Митрополит Никанор написал и издал такие работы как «Догматически-канонический строй Вселенской Православной Церкви», «История Дерманского монастыря», «Старые церковные обычаи на Волыни» и ряд других работ, которые печатал под различными псевдонимами в различных журналах. Был почётным председателем общества «Волынь» и Института исследования Волыни в Виннипеге.
Он был знатоком канонического права и других богословских дисциплин. Он умело сочетал старые украинские православные церковные традиции с современностью.
Скончался в ночь с 20 на 21 марта 1969 года в Карлсруэ.